# 낭주교통
낭주교통은 전라남도 영암군의 농어촌버스 회사이고, 본사는 전라남도 영암군 영암읍 영암로 1526에 위치해 있다.

## 연혁
- 1999년 10월 2일 : 회사 설립[1]

## 보유차량
- 현대자동차 - 현대 카운티 뉴 브리즈, 현대 그린시티, 현대 뉴카운티, 현대 일렉시티 타운